# Växjö Stift
Växjö Stift er et stift i Svenska kyrkan i Sverige med Växjö som stiftsby og Växjö Domkirke som stiftskirke.
Stiftet omfatter størstedelen af det gamle landskap Småland, bortset fra samtlige sogne i Västervik, Vimmerby, Hultsfred, Eksjö, Aneby og Tranås kommuner, samt sognene Kristdala og Misterhult i den nordlige del af Oskarshamns kommune, der alle tilhører Linköpings Stift. En mindre del af Jönköpings kommune (Norra Mo) samt Gislaveds kommune (Norra Hestra Stengårdshult, Norra Unnaryd, Öreryd og Valdshult) tilhører Skara Stift. I Växjö Stift indgår desuden øen Öland.
Frem til 1915 var det nuværende Växjö Stift delt i to, hvor omkring halvdelen af Kalmar län havde sit eget stift, Kalmar Stift. Kalmar Domkirke er formelt stadig domkirke.
Stiftet havde i 1995 omkring 600.000 indbyggere.
I 2003 have stiftet 16 provstier, 101 pastorater og 249 sogne.
Biskop siden 2006 er Sven Thidevall.